# Ponthion
Ponthion est une commune française, située dans le département de la Marne en région Grand Est.

## Géographie

### Localisation
Ponthion se trouve au sud-est du département de la Marne, en région Grand Est. La commune appartient à la région agricole du Perthois.
La commune de Ponthion s'étend sur une superficie de 726 hectares. Sur son territoire, l'altitude varie de 102 à 119 mètres. Le village de Ponthion se trouve entre la Saulx, au nord, et le canal de la Marne au Rhin, au sud. Il est desservi par la route départementale 995 (ancienne route nationale 395).
Par la route, Ponthion se situe à 42 km de Châlons-en-Champagne, préfecture de la Marne, à 37 km de Bar-le-Duc, préfecture de la Meuse, à 27 km de Saint-Dizier, principale ville de la Haute-Marne, à 12 km de Vitry-le-François, sa sous-préfecture de rattachement, et à 16 km de Sermaize-les-Bains, bureau centralisateur du canton de Sermaize-les-Bains dont dépend Ponthion depuis 2015. La commune fait en outre partie du bassin de vie de Vitry-le-François.
Ponthion est limitrophe de 6 communes :
| Outrepont    |          | Heiltz-l'Évêque |
| Plichancourt | Ponthion | Le Buisson      |
|              | Brusson  | Dompremy        |

### Hydrographie
La commune est dans la région hydrographique « la Seine de sa source au confluent de l'Oise (exclu) » au sein du bassin Seine-Normandie. Elle est drainée par la Saulx, le canal de la Marne au Rhin, la Bruxenelle, le Fossé du Bacon, la Saulx, le canal 01 de la Mare Avrillot, le canal 01 des Chavis, le canal 01 du Blanc Baton, le canal 02 des Chavis, le Fossé 01 de l'Outrepont, les Vieilles Eaux et divers autres petits cours d'eau,.
La Saulx, d'une longueur de 115 km, prend sa source dans la commune de Germay et se jette dans la Marne à Vitry-le-François, après avoir traversé 39 communes. 
La Bruxenelle, d'une longueur de 40 km, prend sa source dans la commune de Trois-Fontaines-l'Abbaye et se jette dans la Saulx à Vitry-en-Perthois, après avoir traversé douze communes. 
Le canal de la Marne au Rhin, long de 293 km et 178 écluses à l'origine, relie la Marne (à Vitry-le-François) au Rhin (à Strasbourg). Par le canal latéral à la Marne, il est connecté au réseau navigable de la Seine vers l'Île-de-France et la Normandie. 

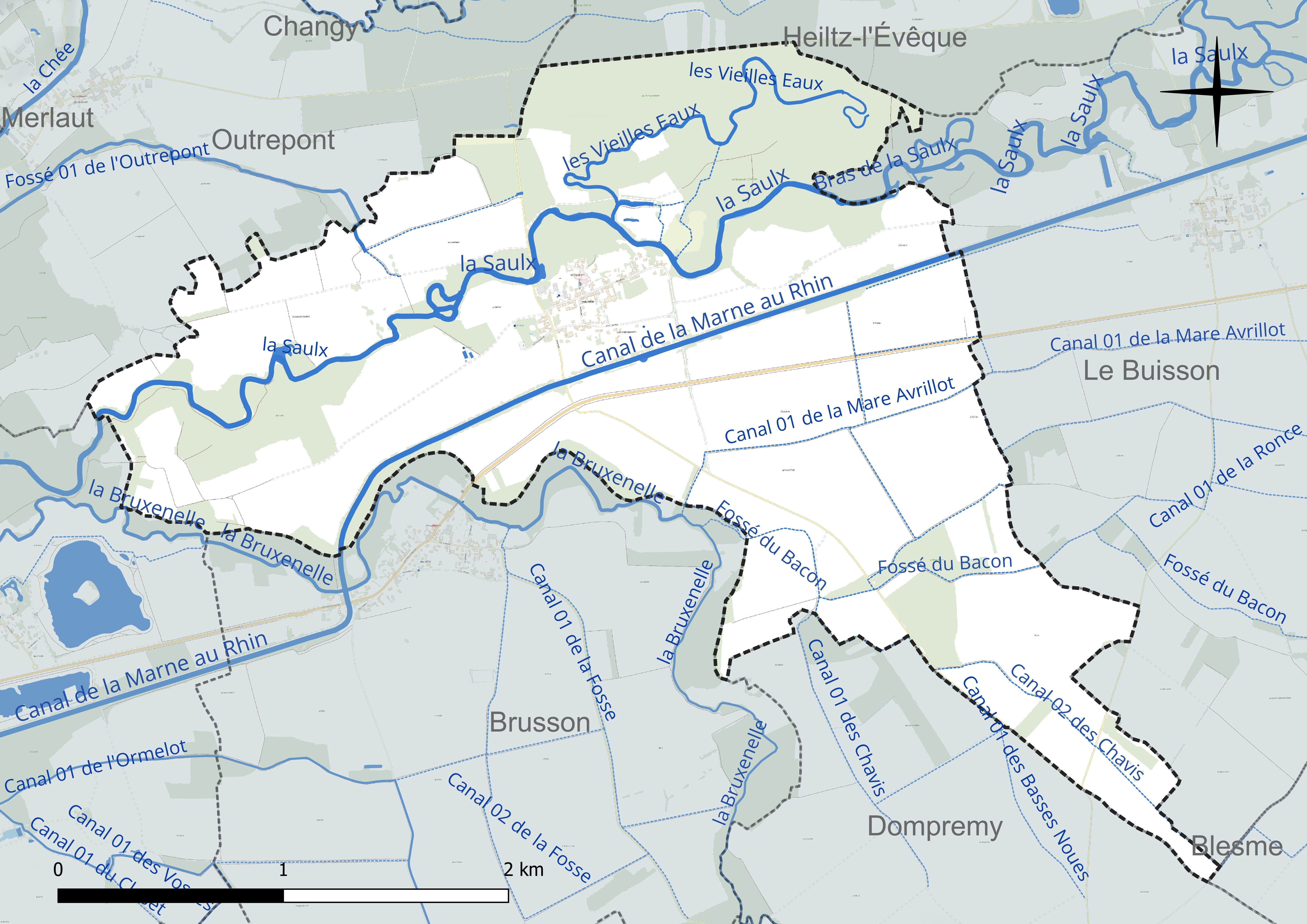
Réseau hydrographique de Ponthion.

### Climat
Pour des articles plus généraux, voir Climat du Grand Est et Climat de la Marne.
En 2010, le climat de la commune est de type climat océanique dégradé des plaines du Centre et du Nord, selon une étude du Centre national de la recherche scientifique s'appuyant sur une série de données couvrant la période 1971-2000. En 2020, Météo-France publie une typologie des climats de la France métropolitaine dans laquelle la commune est exposée à un climat océanique altéré et est dans la région climatique  Nord-est du bassin Parisien, caractérisée par un ensoleillement médiocre, une pluviométrie moyenne régulièrement répartie au cours de l’année et un hiver froid (3 °C). 
Pour la période 1971-2000, la température annuelle moyenne est de 10,8 °C, avec une amplitude thermique annuelle de 16 °C. Le cumul annuel moyen de précipitations est de 791 mm, avec 12,6 jours de précipitations en janvier et 8,7 jours en juillet. Pour la période 1991-2020, la température moyenne annuelle observée sur la station météorologique de Météo-France la plus proche, « Frignicourt », sur la commune de Frignicourt à 11 km à vol d'oiseau, est de 11,5 °C et le cumul annuel moyen de précipitations est de 694,6 mm. 
La température maximale relevée sur cette station est de 41,7 °C, atteinte le 25 juillet 2019 ; la température minimale est de −22 °C, atteinte le 9 janvier 1985,,. 
Les paramètres climatiques de la commune ont été estimés pour le milieu du siècle (2041-2070) selon différents scénarios d'émission de gaz à effet de serre à partir des nouvelles projections climatiques de référence DRIAS-2020. Ils sont consultables sur un site dédié publié par Météo-France en novembre 2022.

## Urbanisme

### Typologie
Au 1er janvier 2024, Ponthion est catégorisée commune rurale à habitat dispersé, selon la nouvelle grille communale de densité à sept niveaux définie par l'Insee en 2022.
Elle est située hors unité urbaine. Par ailleurs la commune fait partie de l'aire d'attraction de Vitry-le-François, dont elle est une commune de la couronne,. Cette aire, qui regroupe 73 communes, est catégorisée dans les aires de moins de 50 000 habitants,.

### Occupation des sols
L'occupation des sols de la commune, telle qu'elle ressort de la base de données européenne d’occupation biophysique des sols Corine Land Cover (CLC), est marquée par l'importance des territoires agricoles (77 % en 2018), une proportion sensiblement équivalente à celle de 1990 (76,4 %). La répartition détaillée en 2018 est la suivante : 
terres arables (51,9 %), forêts (21,2 %), zones agricoles hétérogènes (19,4 %), prairies (5,7 %), milieux à végétation arbustive et/ou herbacée (1,8 %). L'évolution de l’occupation des sols de la commune et de ses infrastructures peut être observée sur les différentes représentations cartographiques du territoire : la carte de Cassini (XVIIIe siècle), la carte d'état-major (1820-1866) et les cartes ou photos aériennes de l'IGN pour la période actuelle (1950 à aujourd'hui).

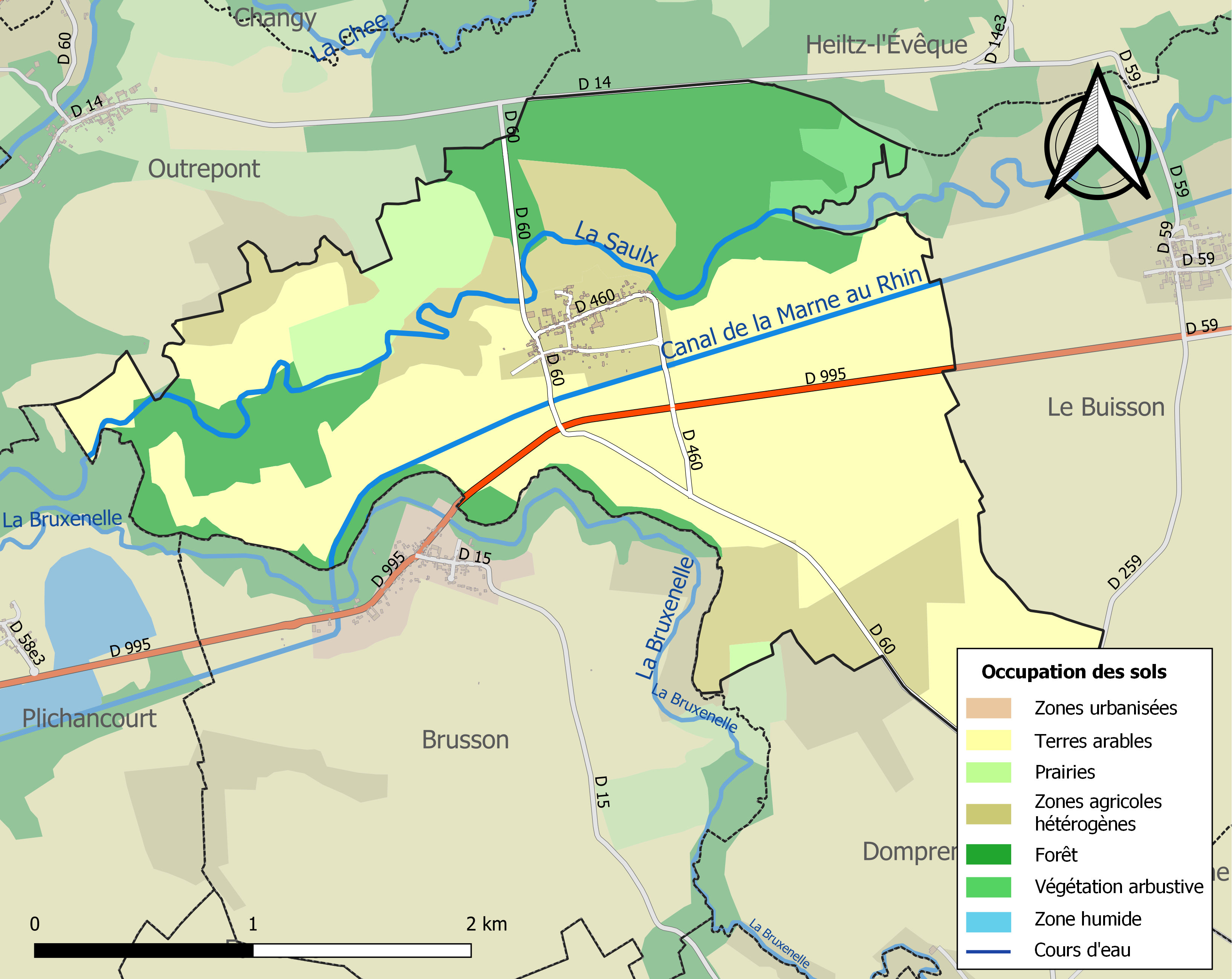
Carte des infrastructures et de l'occupation des sols de la commune en 2018 (CLC).

## Toponymie
Le nom de la localité est attesté sous les formes Pontico (c. 590), Pons Ugone, villa publica (c. 768), Pontego, Pontigo, palacium regis (863), Pontio palacium (868), Ponteun (1150), Ponteium (1147-1151), Pontion (1164-1191), Puteyun (1191), Puntiun ou Puntium (c. 1191), Ponteum (1181-1202), Pontion (1213), Pontigio (1238), Ponthion (1240), Pontyon (1242), Pontyo (1257), Ponthio (1367), Villa de Ponthione (1450) et Ponthyon (1466).

## Histoire

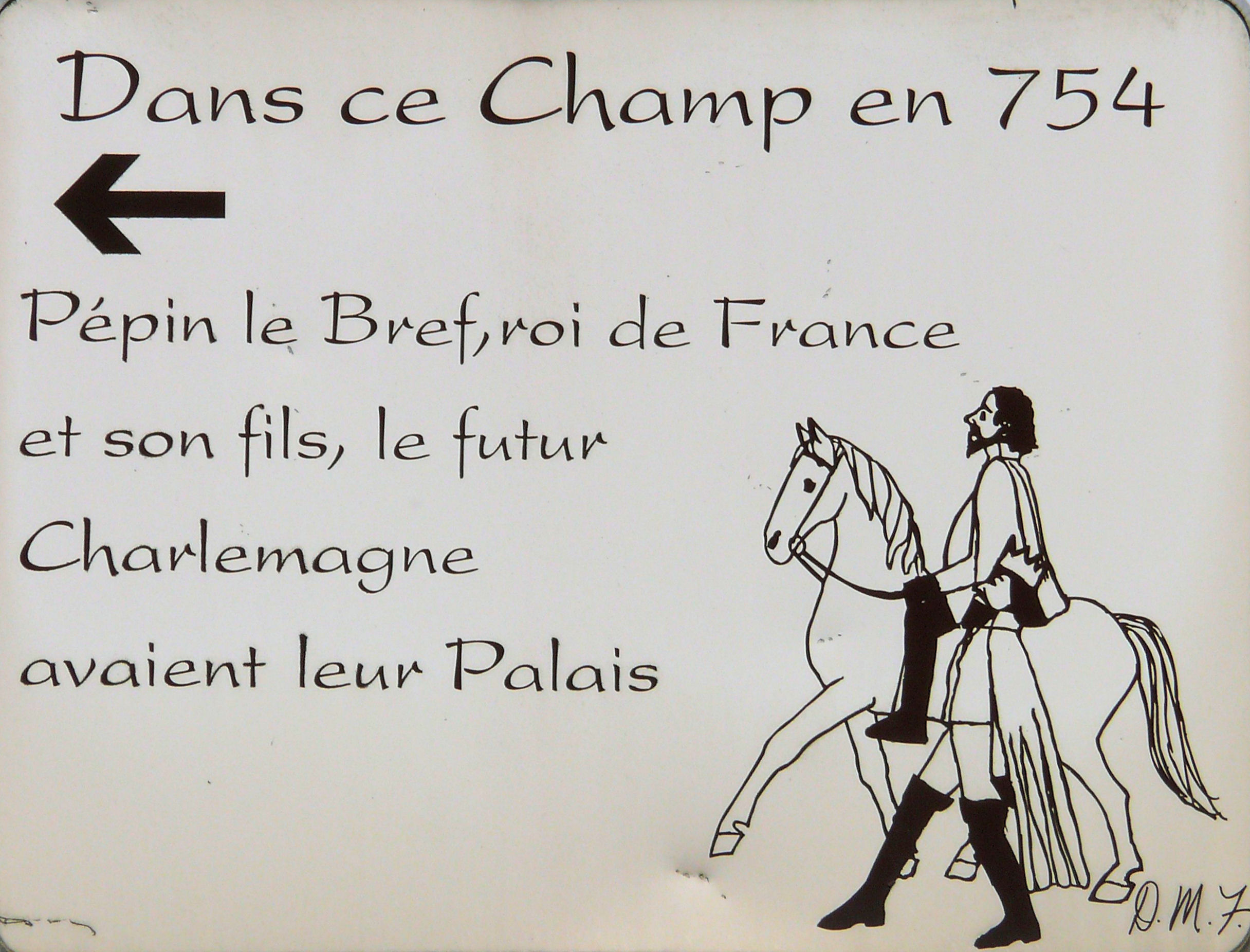
Panneau indicateur du palais de Pépin le Bref.

Haut lieu de l'époque carolingienne, Ponthion abritait un palais qui fut souvent occupé par les souverains carolingiens. C'est là que, le 6 janvier 754, Pépin le Bref, proclamé roi des Francs en 751, accueillit le pape Étienne II venu chercher l'alliance des Francs contre les Lombards qui menaçaient le pouvoir pontifical en Italie. Le sacre de Pépin par le pape, la même année, à Saint-Denis, préfigure celui de Charlemagne comme empereur en l'an 800. L'accord de Ponthion est à l'origine de l'ascension de la dynastie carolingienne.
Le 1er septembre 858 au palais de Ponthion, les grands du Royaume franc jurent fidélité au roi Louis le Germanique à qui ils ont fait appel devant l'incapacité de Charles le Chauve à combattre l'envahisseur viking.
C'est dans ce même palais que Charles III le Gros, appelé pour assurer la régence du royaume lors de la minorité du futur Charles III le Simple, reçoit en juin 885 le serment d'allégeance des grands vassaux du Royaume franc.
Un des évènements les plus marquants pour l'histoire de Ponthion est le concile de 876 qui dura près d'un mois avec la présence de 50 évêques, 7 archevêques et 4 légats du pape. Charles le Chauve s'y fit reconnaître empereur par les grands du Royaume.
Ponthion, nommé alors Pontgoin, fut offert en avril 907 à Frédérune lors de son mariage avec Charles le Simple.
En 952 le palais royal fut détruit lors des conflits qui opposaient Louis IV d'Outremer et Hugues le Grand, père de Hugues Capet.

## Politique et administration

### Intercommunalité
La commune, antérieurement membre de la communauté de communes de Champagne et Saulx, est membre, depuis le 1er janvier 2014, de la communauté de communes Côtes de Champagne et Saulx.
En effet, conformément aux prévisions du schéma départemental de coopération intercommunale (SDCI) de la Marne du 15 décembre 2011, les quatre petites intercommunalités :
- communauté de communes de Saint-Amand-sur-Fion, 
- communauté de communes des Côtes de Champagne, 
- communauté de communes des Trois Rivières 
- communauté de communes de Champagne et Saulx 

ont fusionné le 1er janvier 2014, en intégrant la commune isolée de Merlaut, pour former la nouvelle communauté de communes Côtes de Champagne et Saulx.
Dans le cadre des prévisions du nouveau schéma départemental de coopération intercommunale (SDCI) de la Marne du 30 mars 2016, celle-ci fusionne le 1er janvier 2017 avec cinq des sept communes de Saulx et Bruxenelle (Étrepy, Pargny-sur-Saulx, Blesme, Saint-Lumier-la-Populeuse, Sermaize-les-Bains) pour former la nouvelle communauté de communes Côtes de Champagne et Val de Saulx, dont Ponthion est désormais membre.

### Liste des maires
| Période                                  | Période                      | Identité            | Étiquette | Qualité |
| ---------------------------------------- | ---------------------------- | ------------------- | --------- | ------- |
| Les données manquantes sont à compléter. |                              |                     |           |         |
| avant 1877                               | après 1879                   | Lonclas             |           |         |
| 1995                                     | 2001                         | Jean-Claude Gérard  |           |         |
| 2001                                     | 2014                         | Jean-Marie Chrétien |           |         |
| 2014                                     | En cours (au 4 juillet 2014) | Jean-Claude Gérard  |           |         |

## Équipements et services publics

### Eau et déchets
Le service public des déchets est assuré par le Syndicat mixte du Sud-Est Marnais (SYMSEM), qui a mis en place une redevance incitative. La collecte des ordures ménagères résiduelles (en bacs noirs pucés ou en sacs rouges prépayés) et des emballages ménagers recyclables (en sacs jaunes) est réalisée en porte à porte. Le SYMSEM adhérant au syndicat de valorisation des ordures ménagères de la Marne (SYVALOM), ces déchets sont amenés en centre de transfert à Sainte-Menehould ou Vitry-en-Perthois, puis valorisés sur le site de La Veuve. La collecte du verre se fait en apport volontaire, avant transformation dans une usine de Reims. Pour les déchets volumineux ou dangereux, le SYMSEM met à disposition de ses habitants une plateforme de déchets verts et gravats, à Saint-Amand-sur-Fion, ainsi que 12 déchèteries, à Arrigny, Courtisols, Givry-en-Argonne, Mairy-sur-Marne, Pargny-sur-Saulx, Pogny, Sainte-Menehould, Thiéblemont-Farémont, Valmy, Vanault-les-Dames, Villers-en-Argonne et Ville-sur-Tourbe.

## Population et société

### Démographie
L'évolution du nombre d'habitants est connue à travers les recensements de la population effectués dans la commune depuis 1793. Pour les communes de moins de 10 000 habitants, une enquête de recensement portant sur toute la population est réalisée tous les cinq ans, les populations de référence des années intermédiaires étant quant à elles estimées par interpolation ou extrapolation. Pour la commune, le premier recensement exhaustif entrant dans le cadre du nouveau dispositif a été réalisé en 2008.

En 2022, la commune comptait 103 habitants, en évolution de −7,21 % par rapport à 2016 (Marne : −1,19 %, France hors Mayotte : +2,11 %).
| 1793 | 1800 | 1806 | 1821 | 1831 | 1836 | 1841 | 1846 | 1851 |
| ---- | ---- | ---- | ---- | ---- | ---- | ---- | ---- | ---- |
| 361  | 290  | 303  | 306  | 335  | 306  | 285  | 296  | 272  |

| 1856 | 1861 | 1866 | 1872 | 1876 | 1881 | 1886 | 1891 | 1896 |
| ---- | ---- | ---- | ---- | ---- | ---- | ---- | ---- | ---- |
| 296  | 270  | 257  | 248  | 261  | 268  | 252  | 224  | 228  |

| 1901 | 1906 | 1911 | 1921 | 1926 | 1931 | 1936 | 1946 | 1954 |
| ---- | ---- | ---- | ---- | ---- | ---- | ---- | ---- | ---- |
| 232  | 222  | 210  | 170  | 168  | 154  | 147  | 150  | 177  |

| 1962 | 1968 | 1975 | 1982 | 1990 | 1999 | 2006 | 2008 | 2013 |
| ---- | ---- | ---- | ---- | ---- | ---- | ---- | ---- | ---- |
| 132  | 122  | 118  | 109  | 117  | 114  | 110  | 110  | 115  |

| 2018 | 2022 | - | - | - | - | - | - | - |
| ---- | ---- | - | - | - | - | - | - | - |
| 107  | 103  | - | - | - | - | - | - | - |

## Culture locale et patrimoine

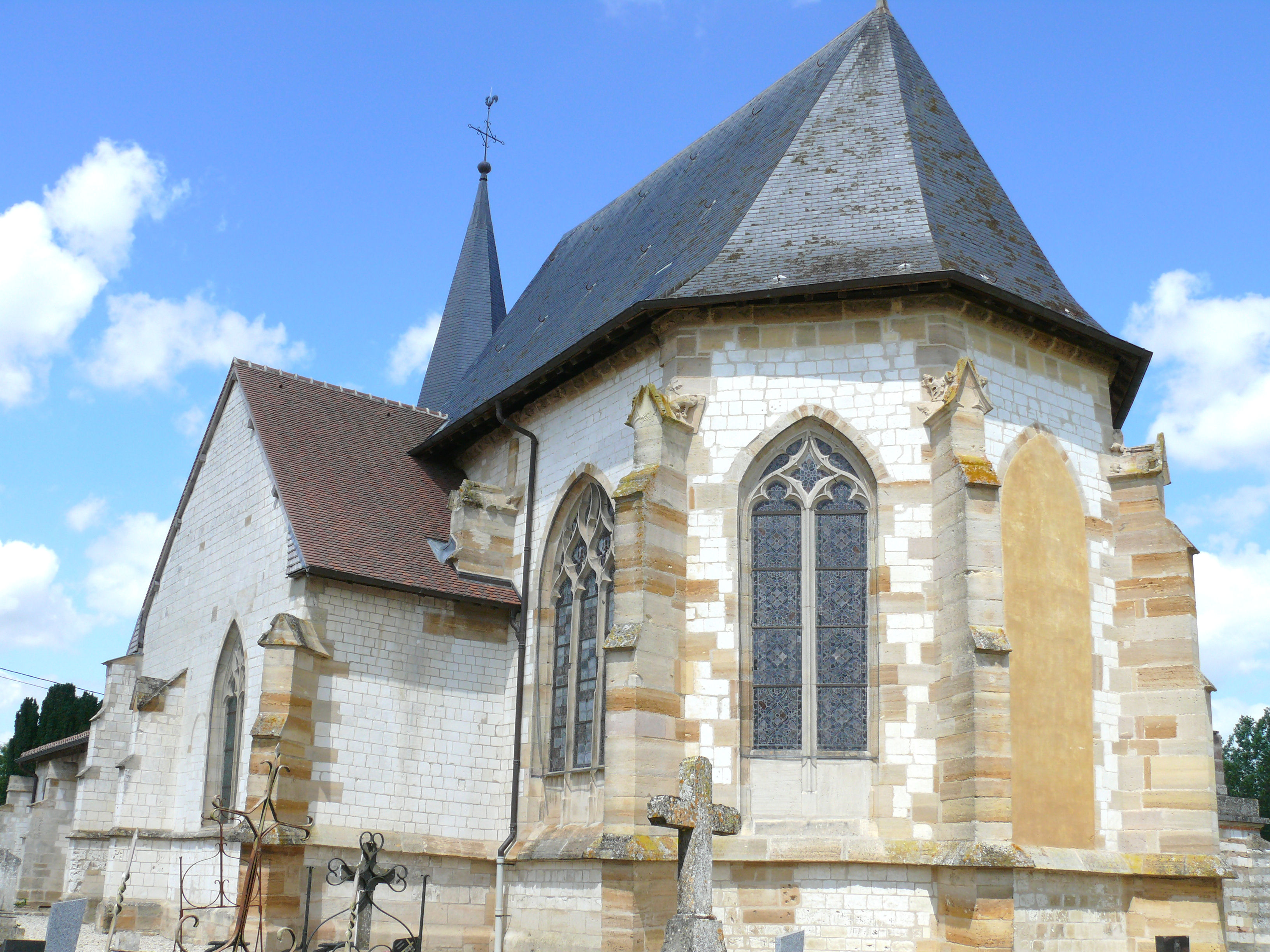
Le chevet de l'église Saint-Symphorien.

### Lieux et monuments
- Église Saint-Symphorien,  Classée MH (1924, classement par arrêté du 23 décembre 1924)[36]

Une église primitive fut construite au XIe siècle. Le porche roman est édifié au XIIe siècle. Elle est rénovée au XVe siècle, son chœur est reconstruit dans le style gothique.
Rénovée depuis peu, elle a été rouverte au public lors de l'inauguration des travaux de rénovation le 30 avril 2011 après une longue période de fermeture d'une quinzaine d'années.